# كولونا
كولونا هي بلدة تقع في مقاطعة روما في لاتسيو في إيطاليا . و تبعد 20 كم جنوب شرق روما و يبلغ عدد سكانها 3,500 نسمة .

## السكان
في سنة 1871 بلغ عدد السكان 490 نسمة، وتطور العدد ليصل في سنة 2011 لـ 4٬002 نسمة.
يظهر هذا المخطط البياني تطور النمو السكاني لـ كولونا

## وصلات خارجية
- الموقع الرسمي